# Flor del desierto
Flor del desierto (título original: Desert flower) es una coproducción inglesa, alemana y austriaca de la directora Sherry Hormann, del año 2009. La historia se basa en la novela homónima y autobiográfica de Waris Dirie y fue producida por, entre otros, los estudios Desert Flower Film

## Datos y cifras
- País: Reino Unido, Alemania, Austria.
- Año: 2009.
- Género: drama.
- Duración: 120 minutos.
- Presupuesto: $20 000 000.
- Idioma: inglés, somalí.

## Sinopsis
Waris Dirie es una niña somalí de 13 años que huye de su poblado para evitar un matrimonio de conveniencia. Tras pasar varios días en el desierto llega a Mogadiscio, capital de Somalia, donde unos parientes la envían como criada a la embajada de Somalia en Londres. 
Al terminar ese trabajo Waris se había convertido en una mujer que no sabía leer ni escribir, y que prefiere quedarse en Inglaterra de forma ilegal que volver a su país nativo, devastado por la guerra y el hambre. Así, cambia de trabajo continuamente, y es trabajando en un restaurante de comida rápida donde el fotógrafo Terry Donaldson la descubre, convirtiéndola en una de las modelos más famosas del mundo.
Esta es una historia de violencia e injusticia que se construye sobre las bases de una crítica hacia las costumbres religiosas de algunos países, como la castidad obligada o la mutilación genital femenina; pero que termina constituyéndose como un cuento de hadas que no deja a un lado la dureza del mundo actual.

## Reparto
- Liya Kebede – Waris Dirie.
- Soraya Omar-Scego – Waris Dirie niña.
- Sally Hawkins – marilyn.
- Timothy Spall – Terry Donaldson.
- Juliet Stevenson – Lucinda.
- Craig Parkinson – Neil.
- Anthony Mackie – Harold.
- Meera Syal – Pushpa Patel.

## Ficha técnica
- Producción: 
  - Peter Herrmann-Productor.
  - Martin Bruce-Clayton-Coproductor.
  - Gerhard Hegele-Coproductor.
  - Benjamin Herrman-Coproductor.
  - Wolfgang Jurgan-Coproductor.
  - David Kelly-Coproductor.
  - Danny Krausz-Coproductor.
  - Barbara Seiller-Coproductor.
  - Til Schweiger-Coproductor.
  - Waris Dirie-Coproductor.
  - Peter Heilrath-Productor asociado.
  - Sigrid Narjes-Productor asociado.

- Guion: Sherry Hormann.
- Música: Martin Todsharow.
- Fotografía: Ken Kelsch.
- Montaje: Clara Fabry.
- Reparto:
  - Liya Kebede.
  - Sally Hawkins.
  - Timothy Spall.
  - Juliet Stevenson.
  - Craig Parkinson.
  - Anthony Mackie.
  - Meera Syal.
  - Soraya Omar-Scego.

## Galardones
Premio del público al mejor filme europeo en el Festival de San Sebastián de 2009....